# Jan Kanty Steczkowski
Jan Kanty Steczkowski (ur. 16 października 1862 w Dąbrowie Tarnowskiej, zm. 3 września 1929 w Krakowie) – polski ekonomista, prawnik, polityk, bankowiec, premier Królestwa Polskiego (1918), minister skarbu Królestwa (1917–1918) i II Rzeczypospolitej (1920–1921).

## Życiorys
Syn Konstantego, radcy cesarskiego, inspektora szkół ludowych i Marianny z Olszewskich. Od 1873 uczył się w Gimnazjum Wyższym w Rzeszowie, gdzie zdał maturę 22 czerwca 1880, następnie wstąpił na Wydział Prawa Uniwersytetu Jagiellońskiego, od 1882/83 studia kontynuował na Wydziale Prawa Uniwersytetu Wiedeńskiego, 31 lipca 1884 uzyskał tam absolutorium. Następnie od 1 listopada 1884 do 1 kwietnia 1886 odbywał praktykę przy Sądzie Obwodowym w Rzeszowie. 6 grudnia 1886 uzyskał stopień doktora praw na Uniwersytecie Jagiellońskim.
Odbywał następnie praktykę adwokacką w Rzeszowie, po zdaniu egzaminu adwokackiego (9 grudnia 1891) i złożeniu przysięgi adwokackiej (5 stycznia 1892) został wpisany na listę adwokatów we Lwowie. Właściciel majątków ziemskich w Kopaczyńcach w powiecie horodeńskim i Korzeniowie.
W latach 1894–1907 był członkiem Zarządu Głównego Towarzystwa Kółek Rolniczych we Lwowie, w latach 1898–1899 był jego sekretarzem, w 1901 i w latach 1903–5 wiceprezesem. Członek i działacz Galicyjskiego Towarzystwa Gospodarskiego, członek jego Komitetu (15 czerwca 1902 – 18 czerwca 1903). Od 19 marca 1899 do 1906 dyrektor Galicyjskiej Kasy Oszczędności we Lwowie.
W 1906 wchodził przez pewien czas w skład rady miejskiej Lwowa. Od 4 stycznia 1906  dyrektor lwowskiej filii Uprzywilejowanego Austriackiego Zakładu Kredytowego dla Handlu i Przemysłu. Zasiadał równolegle w radzie nadzorczej Banku Melioracyjnego we Lwowie, był jej delegatem do dyrekcji banku, w latach 1912–1913 członkiem komitetu ściślejszej rady nadzorczej. W latach 1906–1907 należał do Centralnego Związku Galicyjskiego Przemysłu Fabrycznego we Lwowie, 1906–1911 członek rady nadzorczej Towarzystwa Akcyjnego dla Przemysłu Naftowego  W 1908 wszedł do rady nadzorczej Banku Galicyjskiego dla Przemysłu i Handlu w Krakowie. W latach 1912–1913 prezes Galicyjskiego Towarzystwa  Magazynowego dla Przemysłu Naftowego we Lwowie i członek rady nadzorczej Towarzystwa Akcyjnego dla Przemysłu Naftowego w Borysławiu.
W latach 1913–1920 dyrektor Banku Krajowego we Lwowie, członek sekcji handlowej Izby Przemysłowo-Handlowej, członek rady nadzorczej Galicyjskiego Banku Przemysłowego, Galicyjskiej Spółki Zbytu Bydła i Trzody Chlewnej oraz wiceprezes spółki Ovum, zajmującej się sprzedażą jaj i drobiu. Od 1914  drugi wiceprezes Giełdy Zbożowej i Towarowej we Lwowie, członek rady nadzorczej, następnie od 1915 prezes Krajowej Centralnej Kasy dla Spółek Rolniczych we Lwowie. W 1901 roku wszedł w skład zarządu nowo powstałego, we Lwowie, Towarzystwa dla Popierania Nauki Polskiej.
Po wybuchu I wojny światowej, w 1915 roku wszedł w skład Komitetu Generalnego Pomocy Ofiarom Wojny w Polsce. Jako dyrektor Banku Krajowego uczestniczył w powołaniu w Warszawie Banku Ziemiańskiego i Banku Emisyjnego. Po utworzeniu 6 grudnia 1916 Tymczasowej Rady Stanu nieformalny doradca Rady w kwestiach organizacji skarbowości. Z inicjatywy Wydziału Krajowego 31 stycznia 1917 sfinalizował wykupienie Zagłębia Krakowskiego z rąk prywatnych na rzecz państwa. 19 maja 1917 powołany na dziedzicznego członka austriackiej Izby Panów.
Był ministrem skarbu w rządzie Jana Kucharzewskiego. Podzielił ministerstwo na pięć sekcji: kancelarię resortu, Państwową Kasę Centralną, Wydział Rachuby, Urząd Obrachunkowy i Urząd Rozrachunku Państwowego i Strat Wojennych. Ministerstwo w tej strukturze funkcjonowało do października 1920. Następnie premier rządu powołanego 4 kwietnia 1918 roku przez Radę Regencyjną i odwołanego 23 października tego roku. Rząd Steczkowskiego zorganizował podstawy aparatu skarbowego państwa i przygotował projekty ustawodawcze systemu finansowego, wzmocnił Polską Siłę Zbrojną (Polnische Wehrmacht), starał się tworzyć szkolnictwo i administrację samorządową, obiecywał wprowadzenie ustaw socjalnych, parcelację majątków państwowych i kredytowanie odbudowy ze zniszczeń wojennych.
29 kwietnia 1918 wystosował tajną notę do Państw Centralnych o konieczności budowy państwa w granicach Królestwa Polskiego. W nocie godził się na granicę z Ukraińską Republiką Ludową odpowiadającą strategicznym koniecznościom, na utratę czterech północnych powiatów guberni suwalskiej w zamian za rekompensatę na wschód od linii rzek Narew–Biebrza, deklarował zawarcie przymierza wojskowego i traktatu handlowego z Państwami Centralnymi, zapewniającego wolną żeglugę na Wiśle i dostęp w ten sposób Polski do morza. Tajna nota Steczkowskiego została opublikowana 25 sierpnia 1918 przez Berliner Tageblatt. Ujawnienie treści noty wywołało falę krytyki i oburzenia w społeczeństwie polskim, w konsekwencji 5 września 1918 był zmuszony podać się do dymisji z funkcji premiera. Do powołania 23 października 1918 rządu Józefa Świeżyńskiego kierował nadal resortem skarbu.
W czasie wojny polsko-bolszewickiej uczestniczył w rokowaniach pokojowych w Rydze w 1920/21 roku, zakończonych traktatem ryskim, kończącym wojnę.
W pierwszym rządzie Wincentego Witosa (od 26 listopada 1920 roku do 18 września 1921 roku) po dymisji ministrów Władysława Grabskiego i Wiesława Chrzanowskiego, Steczkowski objął w dniu 26 listopada 1920 roku tekę ministra skarbu (obok Stefana Przanowskiego – ministra przemysłu i handlu). Urząd ministra sprawował do 13 września 1921 roku.
Był dyrektorem Polskiej Krajowej Kasy Pożyczkowej – jedynej w odrodzonej Polsce instytucji emisyjnej (do czasu powstania Banku Polskiego), w latach 1922–1927 prezesem Polskiego Banku Krajowego i Banku Gospodarstwa Krajowego, zaś w latach 1926–1927 również prezesem The British and Polish Trade Bank w Gdańsku.
Członek Stronnictwa Prawicy Narodowej, reprezentował konserwatywne poglądy polityczne.
Zmarł 3 września 1929 roku w Krakowie. W październiku 1930 roku jego prochy zostały przeniesione do miejscowości Nagoszyn, gdzie odbył się jego drugi pogrzeb, na którym mszę św. sprawował proboszcz tutejszej parafii, ks. Leon Pyzikiewicz. Po mszy jego prochy złożono w rodzinnym grobowcu, położonym na dziedzińcu kościoła w Nagoszynie.

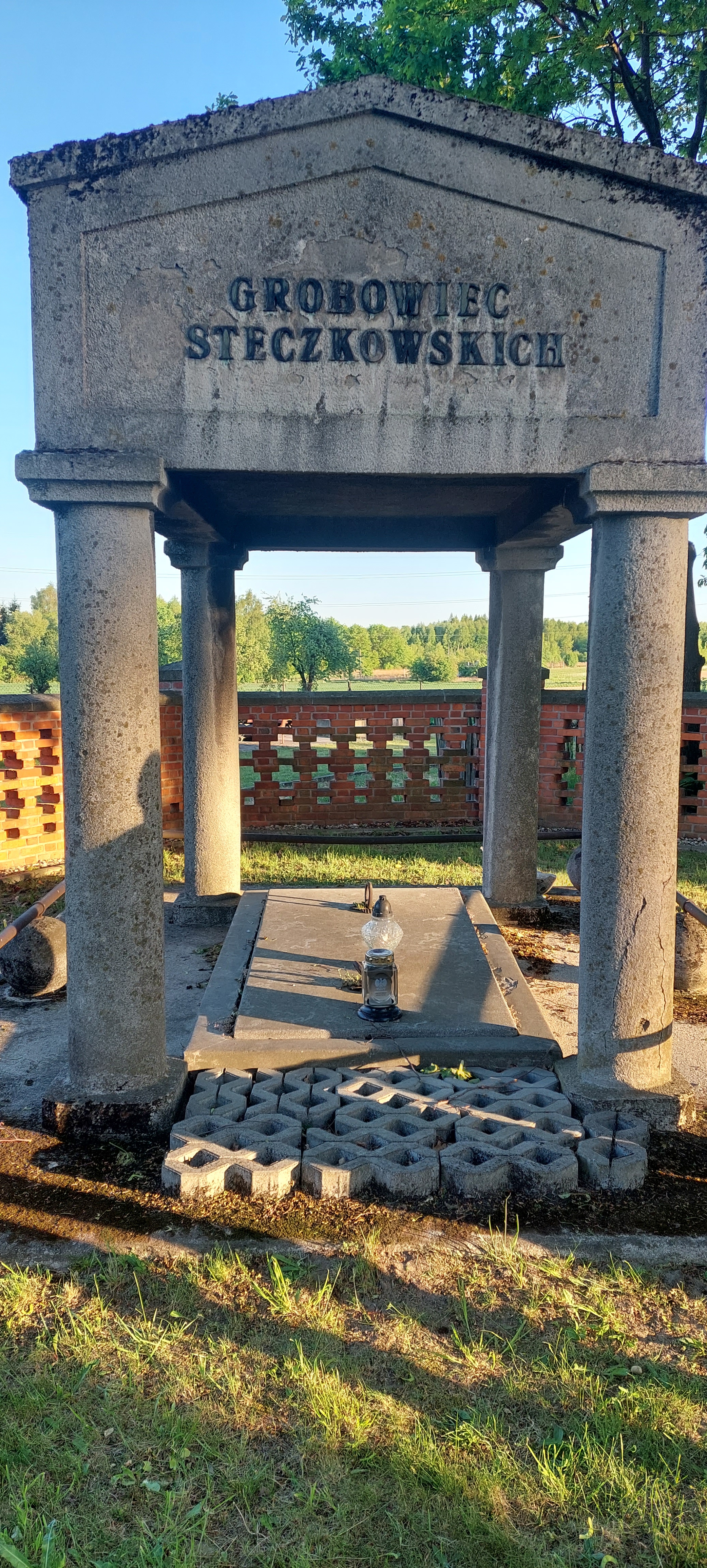
Grobowiec rodzinny Steczkowskich przy kościele w Nagoszynie

Został patronem Fundacji powołanej przez Bank Gospodarstwa Krajowego.

## Wybrane publikacje
- Polska pożyczka zagraniczna w złocie (1919 r.)
- Zewnętrzna pożyczka państwa polskiego w złocie. Warszawa: Wydawnictwo „Przeglądu Dyplomatycznego” (1920 r.)
- O naprawie skarbu Rzeczypospolitej Polskiej (1923 r.)

## Ordery i odznaczenia
- Wielka Wstęga Orderu Odrodzenia Polski (30 kwietnia 1927)[3][4]
- Krzyż Komandorski z Gwiazdą Orderu Odrodzenia Polski (2 maja 1924)[5][6]
- Krzyż Komandorski Orderu Franciszka Józefa (Austro-Węgry, 1913)[7]